# Comuna de Rajcza
Rajcza (polaco: Gmina Rajcza) é uma gminy (comuna) na Polónia, na voivodia de Santa Cruz e no condado de Żywiecki. A sede do condado é a cidade de Rajcza.
De acordo com os censos de 2004, a comuna tem 9.059 habitantes, com uma densidade 69,1 hab/km².

## Área
Estende-se por uma área de 131,17 km², incluindo:
- área agricola: 28%
- área florestal: 59%

## Demografia
Dados de 30 de Junho 2004:
|                      | Total   | Total | Mulheres | Mulheres | Homens  | Homens |
| -------------------- | ------- | ----- | -------- | -------- | ------- | ------ |
|                      | pessoas | %     | pessoas  | %        | pessoas | %      |
| População            | 9059    | 100   | 4621     | 51       | 4438    | 49     |
| Densidade (pop./km²) | 69,1    | 100   | 35,2     | 35,2     | 33,8    | 33,8   |

De acordo com dados de 2002, o rendimento médio per capita ascendia a 1286,32 zł.

## Subdivisões
- Kiczora, Rajcza, Rycerka Dolna, Rycerka Górna, Sól, Zwardoń.

## Comunas vizinhas
- Istebna, Milówka, Comuna de Ujsoły.